# Chlamydomonas bullosa
Chlamydomonas bullosa là một loài tảo trong họ Chlamydomonadaceae, thuộc chi Chlamydomonas.